# Rafa Talaverón
Rafael Talaverón García (nacido el 08 de noviembre de 1972 en Barcelona, Cataluña) es un exjugador de baloncesto español. Con  2.04 de estatura, su puesto natural en la cancha era el de pívot. 

## Clubes
- 1989-1990 Cajahuelva.
- 1990-1993 Granollers E.B.
- 1993-1995 Saski Baskonia.
- 1995-1996 Spar Granada.
- 1996-1997 Covirán Granada.
- 1997-1998 Portugal Telecom.
- 1998-1999 CAB Funchal.
- 1999-2000 Aveiro Esgueira.
- 2000-2001 Club Baloncesto Granada.
- 2000-2001 Gijón Baloncesto.
- 2000-2001 C.B. Aracena.
- 2001-2002 Club Baloncesto Granada.
- 2002-2003 C.B. Aracena.
- 2009-2010 Club Bàsquet Mollet.